# Begonia sinofloribunda
Espèce
Synonymes
- Begonia floribunda T. C. Ku[2]
- Begonia floribunda T.C.Ku[1]

Begonia sinofloribunda est une espèce de plantes de la famille des Begoniaceae.
L'espèce fait partie de la section Diploclinium.
Elle a été décrite en 1999 par Laurence Joseph Dorr (1953-).

## Répartition géographique
Cette espèce est originaire du pays suivant : Chine.